# Les Lettres d'amour
Pour plus de détails, voir Fiche technique et Distribution.
Les Lettres d'amour (titre original : Die missbrauchten Liebesbriefe) est un film suisse réalisé par Leopold Lindtberg sorti en 1940.
Il s'agit d'une adaptation de la nouvelle de Gottfried Keller.

## Synopsis
Seldwyla, milieu du XIXe siècle. Le marchand Viggi Störteler, qui a des ambitions littéraires sous le pseudonyme de Kurt von Walde, doit aller à Berlin pendant quatre mois. À cette occasion, il prévoit une "correspondance entre deux contemporains : Kurt – Alwina". Il écrit à sa femme Gritli, une personne simple, pas intéressée par la littérature, une lettre d'amour bavarde et ampoulée, à laquelle il aimerait qu'elle réponde sous le nom d'Alvina. Viggi voudrait bien publier cette correspondance. Comme elle ne sait pas comment répondre, Gritli suit une liste : elle copie la lettre de Viggi, signe avec son nom et la glisse telle quelle au jeune et timide Wilhelm, l'instituteur qui vient d'arriver dans le village. Ce dernier s'imagine que la jeune femme l'aime et lui répond avec passion. De la même façon, Gritli recopie cette lettre, la signe du nom d'Alvina et l'envoie à son mari. Ainsi commence une correspondance littéraire à laquelle croit Viggi.
Quoi qu'il en soit, il est charmé par les lettres. Gritli a de la chance tant que Wilhelm se contente de s'épancher dans les lettres et n'a pas l'idée de lui parler. Un jour, Viggi Störteler rentre à Seldwyla, il voit Wilhelm en train de rêvasser dans la forêt, entouré des lettres d'amour. Wilhelm s'enfuit en laissant les lettres que Viggi découvre. En un instant, il comprend qu'il a été ridiculisé. Devant tous les habitants du village, il répudie sa femme et, à cause des ragots, Wilhelm perd son poste. Peu de temps se passe lorsque Viggi se remarie cette fois une amatrice de ses épanchements. Le comportement indifférent de Gritli envers Wilhelm affecte le jeune homme rêveur et délicat qu'il s'isole en devenant viticulteur. Mais cette absence rend Gritli curieuse, elle épie Wilhelm. Wilhelm mûrit, ce qui plaît à Gritli. Après une promenade ensemble, elle tombe dans ses bras. Ils reviennent parmi les habitants, bras dessus bras dessous.

## Fiche technique
- Titre : Les Lettres d'amour
- Titre original : Die missbrauchten Liebesbriefe
- Réalisation : Leopold Lindtberg
- Scénario : Richard Schweizer, Horst Budjuhn, Kurt Guggenheim, Leopold Lindtberg
- Musique : Robert Blum
- Photographie : Emil Berna
- Montage : Käthe Mey
- Production : Lazar Wechsler
- Sociétés de production : Praesens-Film
- Société de distribution : Praesens-Film
- Pays d'origine :  Suisse
- Langue : suisse allemand
- Format : Noir et blanc - 1,37:1 - Mono - 35 mm
- Genre : Comédie romantique
- Durée : 95 minutes
- Dates de sortie :
  - Suisse : 30 octobre 1940.
  - France : 14 mars 1941[1].
  - Suède : 6 juin 1942.
  - Danemark : 27 février 1943.
  - Finlande : 21 octobre 1945.

## Distribution
- Alfred Rasser : Viggi Störteler
- Anne-Marie Blanc : Gritli Störteler
- Paul Hubschmid : Wilhelm
- Mathilde Danegger : Kätter Ambach
- Elsie Attenhofer : Anneli
- Therese Giehse : Marie
- Emil Hegetschweiler : le prêtre
- Adolf Manz : le juge
- Emil Gerber : le premier assesseur
- Emil Gyr : le deuxième assesseur
- Rudolf Bernhard : L'apothicaire
- Rita Liechti : Rösli
- Friedrich Braun : Emil
- Erika Pesch : la paysanne
- Roland Rasser : Martinli
- Schaggi Streuli (de) : l'ancien instituteur

## Source de la traduction
- (de) Cet article est partiellement ou en totalité issu de l’article de Wikipédia en allemand intitulé « Die missbrauchten Liebesbriefe » (voir la liste des auteurs).